# L'isola del fantasma
L'isola del fantasma (The Pretender: Island of the Haunted) è un film per la televisione statunitense del 2001, tratto dalla popolare serie televisiva Jarod il camaleonte. Il film è andato in onda in syndication su Turner Network Television il 10 dicembre 2001, quasi due anni dopo la fine della serie.

## Trama
Un gruppo di uomini armati guidato da un misterioso uomo di colore fa irruzione in un sottolivello del Centro per penetrare in un caveau. Tuttavia, quando il capo raggiunge l'oggetto per cui è arrivato fin lì, una valigetta, scopre che non contiene niente.
Miss Parker intanto fa visita a suo padre, che si trova in stato catatonico da quando è stato colpito di striscio alla testa da Alex. Gli uomini che hanno fatto saltare il caveau sono Adama e i suoi scagnozzi del Triumvirato, il gruppo di Africani che finanzia e governa il Centro. Nemmeno Lyle sa cosa cercavano, e Raines non si vede da un po'. Adama sembra non andare d'accordo con Miss Parker e le vieta di fare visita a suo padre, così come a chiunque altro.

Broots avvisa Miss Parker di aver rintracciato Jarod, così lei lo va a cercare a Boston, dove lui sta facendo delle ricerche come archeosimbologista per scoprire cosa significhi il simbolo che raffigura otto teschi in cerchio e che è raffigurato sul muro che si trova nella foto di sua madre e Catherine. Quando Miss Parker arriva nell'ufficio di Jarod, lui fa in tempo a scappare. Prima le lascia un bigliettino in cui le confessa che gli è mancata. Poco dopo le telefona dal vicolo sottostante, chiedendole come mai dopo cinque anni continua ancora a inseguirlo e perché il Centro lo rivuole indietro, infatti non è più convinto che sia solo per le sue doti di simulatore. Anche Parker cerca risposte, vuole sapere chi è il suo vero padre, ma Jarod non ne ha idea e la sfida a trovare la verità prima di lui.
Parker studia le foto lasciate nell'ufficio da Jarod e intuisce che stava cercando informazioni sulla fotografia che ritrae le loro madri insieme.

Più tardi Jarod fa visita all'Alley Sports Bar, dove un suo collega aveva intravisto il simbolo degli otto teschi. Lì scopre una stanza sotterranea dove il fondatore del circolo, un immigrato, aveva eretto un altare satanico colmo di simboli per l'adorazione del male. Jarod trova una cartina della Gran Bretagna, e il proprietario del bar gli spiega che c'era anche una scatola contenente una bambola di porcellana e che è sparita dopo che una signora dai capelli rossi è stata lì. Jarod capisce che era sua madre e il proprietario gli rivela che Margaret stava tornando nel posto da cui era venuto il fondatore del circolo, ossia una piccola isola al largo della Scozia, l'isola di Carthis.
Intanto Miss Parker chiede a Broots e Sydney di fare un test del DNA per scoprire chi sia davvero suo padre, così lascia loro un campione del suo sangue. Intanto continua anche lei le ricerche sul simbolo che stava studiando Jarod, e per avere informazioni chiede aiuto ad Angelo. Quando mostra il simbolo al simulatore, l'empatico ha una brutta reazione e inizia a disegnare una strana cappella su un foglio di carta, poi rivela a Miss Parker che il posto in cui deve andare è l'isola degli "ossessionati".
Jarod intanto arriva sull'isola proprio mentre una tempesta terribile si sta avvicinando. Trova alloggio presso il monastero dei Vespesiani, una congregazione di monaci guidati dai fratelli Rinaldo, Menenicus e Clote. Si dice che il monastero sia stato fondato da un discendente dei Cavalieri Templari. Al Centro, invece, Broots e Sydney si intrufolano nel deposito di fluidi corporali del Centro e trovano un campione del liquido seminale del Signor Parker, che servirà loro per fare l'esame del DNA.

Dopo una notte tormentata, Jarod si risveglia per scoprire che è iniziata l'evacuazione dell'isola a causa della tempesta in arrivo, così inizia a cercare disperatamente sua madre. Proprio quando Margaret appare di fronte a lui, un elicottero del Centro atterra e ne scende un'ansiosa Miss Parker, che inizia a cercare lui e la cappella che ha disegnato Angelo. Jarod intravede la sua inseguitrice e si nasconde nel negozietto di erbe medicinali di Ocee, un'anziana non vedente che sembra comprendere la sua anima tormentata. La donna lo avverte che colei che sta cercando, la donna dai capelli rossi, è in pericolo e si trova alla "Cappella delle Anime".
Mentre Miss Parker si sta dirigendo verso la Cappella delle anime, il posto disegnato da Angelo, trova una bambina che la guida verso la chiesa. Quando ci arriva scopre Margaret nascosta nel confessionale; la donna è molto spaventata, ma la riconosce per la sua incredibile somiglianza con Catherine, poi fugge. Mentre Parker la insegue, viene colpita alla testa da qualcuno. Quando sopraggiunge Jarod, i due litigano perché lei vorrebbe trattenerlo con la forza, ma lui la implora di lasciarlo andare a inseguire sua madre prima che salpi con l'ultima imbarcazione che sta lasciando l'isola. Miss Parker si fa convincere e i due iniziano una corsa sfrenata al molo, ma la barca salpa con Margaret a bordo, lasciandoli così soli e intrappolati sull'isola...

Jarod è furioso, ma convince Miss Parker a collaborare con lui per scoprire cosa stava cercando Margaret e perché hanno cercato di ucciderla. I due seguono le tracce dell'aggressore che ha sparato alla donna e dato il colpo in testa a Parker, così trovano la borsa che Margaret aveva con sé: dentro ci sono la scatola della bambola portata dall'America e un foglio con appuntata una sigla, "P-47". I due scoprono poi che anche Ocee è rimasta sull'isola.

Intanto al Centro Raines riappare e sembra stringere un accordo con Lyle. La cosa fa insospettire Broots e Sydney, preoccupati perché non riescono a rintracciare in alcun modo Miss Parker. Più tardi Lyle distrae Adama e fa in modo che Raines parli col Signor Parker, al quale mostra la foto di Catherine e Margaret per cercare di risvegliarlo dal suo torpore e con il quale sembra condividere l'ennesimo segreto familiare.

Ocee parla a lungo con Jarod e Miss Parker e rivela loro che Margaret era andata sull'isola per scoprire la verità sull'identità di suo figlio, cosa che sta cercando di fare da anni, anche con l'aiuto di Catherine. La donna stava cercando le "Pergamene" dei Vespesiani, dei documenti sacri portati dai Templari dalle Crociate e protette da Fratello Vespa, che aveva poi fondato l'ordine. Sull'isola si trova una cripta dove sono sepolti Vespa e gli altri monaci guerrieri, ma nessuno sa che fine abbiano fatto le Pergamene. Si dice che anni prima il custode della cripta le avesse trovato e fosse sparito portandole con sé dopo aver massacrato la famiglia in un incendio nella loro casa. 

Intanto, al Centro, Broots e Sydney scoprono Angelo mentre disegna su un muro il simbolo degli otto teschi e scrive le parole "Terribilis est locus iste" (in latino, "questo è un posto terribile").

Mentre Jarod cerca informazioni sul lotto "P-47" insieme a Ocee, Miss Parker segue di nuovo la strana bambina dai capelli castani, che la guida di nuovo alla cappella. Lì la donna trova la bambola nel confessionale, eppure quando Jarod la raggiunge le dice di non aver visto nessuna bambina. I due vanno al lotto "P-47", che si rivela essere la casa dove il custode della cripta aveva bruciato la famiglia. Quando Miss Parker si chiede come si possa fare del male ai propri cari solo per potere, Jarod coglie l'occasione per lanciarle una frecciatina e la invita a chiederlo a suo padre. Jarod trova un'altra impronta di un tacco di stivale e segue un uomo misterioso nei boschi, mentre continua a nevicare e piovere insieme. I due hanno una colluttazione e l'uomo dà un forte colpo a Jarod, che rimane tramortito dopo la botta al braccio. Parker, invece, vede di nuovo la bambina, che la guida verso un cimitero: lì trova le tombe dei famigliari del custode della cripta e scopre che l'uomo di cognome faceva "Parker".

I due tornano da Ocee mentre la tempesta si scatena all'esterno. L'anziana confessa a Jarod che l'unica cosa buona rimasta sull'isola, ormai, è il rapporto che lo lega a Miss Parker, così lo spinge ad andare a parlare con lei. Parker è ancora sconvolta dalla scoperta delle tombe del suo antenato e per la prima volta nella sua vita si vergogna di appartenere alla sua famiglia. Ricorda a Jarod che l'anno in cui il custode della cripta è fuggito da Carthis combacia con quello in cui il suo bisnonno arrivò negli Stati Uniti e fondò il Centro. I due si siedono davanti al caminetto e iniziano a parlare apertamente per la prima volta da anni. Miss Parker rammenta un episodio della loro infanzia che rievoca l'ennesima delusione che aveva avuto quando il padre non le aveva portato un regalo promesso dopo un viaggio d'affari. Jarod le fa notare che il padre e il Centro manipolano le persone e li hanno lasciati con un solo regalo: il senso di vuoto. Parker non vuole più davvero scoprire chi sia veramente, ma Jarod le fa capire che in realtà lo desidera ancora. Durante un attimo di silenzio, Jarod si rende conto che la donna ha freddo, così le passa una coperta per scaldarla: entrambi sussultano quando le loro mani si incontrano per un attimo. 

Jarod intuisce che è il momento giusto per metterla di fronte alla verità, così rincara la dose. Il Centro ha tentato per anni di tenerli lontani dalla verità, facendo credere loro che sia futile e sbagliato cercare qualunque legame al di fuori del loro controllo. Jarod la mette di fronte alla verità che anche lei è stata per anni prigioniera del Centro, proprio come lui. Finalmente Miss Parker abbassa la guardia e si chiede perché lui sia l'unico che le è sempre stato vicino durante i momenti peggiori della sua vita, nonostante l'abbiano addestrata a odiarlo e catturarlo. Jarod ammette che forse è così che deve essere. Proprio mentre i due stanno per baciarsi, Ocee entra nella stanza e li interrompe. Passato un momento di imbarazzo, Parker intravede un disegno che ritrae la bambina che continua ad apparirle da alcune ore. Ocee le rivela che si tratta della figlia del custode della cripta morta nell'incendio. Il disegno era un autoritratto lasciato dalla bambina a Padre Theo, il prete della cappella, morto in uno strano incidente la stessa notte dell'incendio, per una caduta dal balcone della chiesetta. Parker scopre anche che il custode chiamava sua figlia "Angelo", proprio come suo padre chiama lei. 

Parker e Jarod vanno a cercare gli effetti personali di padre Theo e trovano una sua Bibbia che cela una lettera che aveva iniziato a scrivere al suo vescovo senza mai poterla finire. Nella lettera l'uomo violava il segreto del confessionale per svelargli ciò che la bambina gli aveva rivelato: il padre aveva trovato le Pergamene di Vespa ed era impazzito. Così la piccola aveva nascosto di nuovo le Pergamene insieme ad altre tre cose: un sacchetto di cuoio, la bambola di porcellana e un autoritratto di lei con la bambola. Padre Theo scriveva che "lei" aveva ancora la chiave per trovare le Pergamene. Jarod capisce che Padre Theo si riferiva alla bambola, non alla bambina, così rompe la statuina di porcellana e ci trova dentro una chiave.

Nel frattempo, al Centro, Angelo indica a Broots e Sydney i numeri "19-240-86" che sveleranno loro "tutta la verità sui Parker". Dopo alcune indagini sul codice, Broots trova delle cartelle mediche che nascondono una verità sconcertante: il signor Parker aveva un fratello di nome Abel, fatto credere morto alla nascita e dato in adozione a una famiglia di nome Raines...

La chiave trovata da Jarod apre un vano segreto sotto l'altare nella cappella, dove Jarod e Miss Parker trovano il sacchetto di cuoio di Angelo. Non fanno in tempo ad aprirlo che Fratello Menenicus appare nella cappella e si rivela come il loro inseguitore, per poi intrappolarli nella soffitta. L'uomo confessa che sta proteggendo le Pergamene di Vespa, ma non sa nulla dell'aggressione a Margaret. Poi incendia la stanza per farla esplodere e lasciarli morire lì dentro. Jarod trova una via di fuga: prende Miss Parker e si lancia con lei giù dalla finestra. I due si salvano proprio mentre la stanza esplode in fiamme dietro di loro. Poco dopo si sente uno sparo: Jarod e Parker trovano Ocee sulle scale della cappella, la donna sta morendo e dà la colpa alla maledizione delle Pergamene.

Rattristati dalla morte di Ocee, Jarod e Parker trovano un disegno nel sacchetto della bambina. Raffigura un cherubino, un serpente e un demone che guardano qualcosa. Jarod capisce che è una mappa per trovare le Pergamene e si ricorda di aver visto il demone nella cripta. La statua del demone "fissa" un muro su cui sono incise la parole "I TEGO". Dopo aver trovato il cadavere di Menenicus, e capendo che non sono soli, Jarod e Parker si dividono comunque per cercare rispettivamente il serpente e il cherubino. Miss Parker torna alla casa del custode e vede di nuovo il fantasma di Angelo che la guida al simbolo dell'angioletto, inciso su una trave. La parola che osserva è "ARCANA". La bambina piange sulla propria tomba e rivela a Parker che anche lei veniva chiamata dal padre "Angelo", ma da tutti gli altri "Miss Parker"...

Nella piazza, Jarod trova il serpente che osserva la parola "DEI" e quando Miss Parker ritorna con l'informazione, il simulatore intuisce dove si può trovare la frase completa "I TEGO ARCANA DEI". Tornati nella cripta, Jarod la trova incisa sul sarcofago di fratello Vespa e, quando lo apre, trova le Pergamene custodite al suo interno. Fratello Rinaldo appare dal nulla, rivelandosi come l'assassino di Ocee e l'aggressore di Margaret. Proprio mentre sta per ottenere le Pergamene, l'uomo viene ucciso da un colpo di pistola alle spalle. In quel momento il signor Parker fa il suo ingresso trionfale nella cripta: lui, Raines e Lyle sono lì e finalmente hanno trovato non solo le Pergamene, ma anche Jarod.

All'aeroporto di Glasgow, Adama è soddisfatto del ritrovamento delle Pergamene e il gruppo si appresta a prendere un volo per tornare a Blue Cove.
Miss Parker e Jarod sono ancora in macchina, lui è ammanettato e coglie ancora l'occasione per redarguirla e ricordarle che forse è finalmente arrivato il momento di cambiare direzione, proprio come aveva fatto sua madre. Lei non sembra convinta e di nuovo si sta facendo abbindolare da suo padre. Jarod le parla col cuore in mano: insieme hanno affrontato molte prove, da quando erano bambini agli ultimi due giorni. Anche se spesso non hanno avuto gli stessi obiettivi, lui ha sempre saputo che fra loro c'era un legame più profondo che l'essere solo un "cacciatore" e una "preda" e che forse meritano qualcosa di più. Parker evita lo sguardo di Jarod e si commuove alle sue parole, però mantiene la sua maschera da "regina di ghiaccio" e lo invita a dimenticare quel momento di debolezza sull'isola, perché i cambiamenti si fanno solo se ne vale la pena. Jarod tenta il tutto e per tutto e stringe le sue mani fra le sue ma, dopo un istante di esitazione, Parker ritrae le mani e conferma la sua decisione: questo non sarà il finale diverso che desiderava lui.

Mentre due spazzini lo trascinano verso l'aereo, Jarod ha un'ultima considerazione per Miss Parker: le dice che la conclusione della storia dipende da lei. La donna è molto colpita dalle sue parole, ma col padre finge di non esserne stata scalfita. L'uomo la invita a rimanere a Londra un paio di giorni, non potrà tornare con il loro volo. Quando Parker gli fa delle domande sulle Pergamene, lui risponde in modo evasivo e la lascia come sempre senza risposte. Poco dopo la donna riceve una chiamata da Broots e Sydney che le spiegano le recenti scoperte: il fatto che Raines è probabilmente il fratello di suo padre, dato in adozione alla nascita, e che dagli esami del DNA risulta che il signor Parker probabilmente non avrebbe potuto avere figli, vista la poca fertilità del suo seme. Tuttavia, vista la somiglianza fra i loro valori genetici, è probabile che il signor Parker in realtà sia suo zio, ciò vorrebbe dire che Raines potrebbe quindi essere suo padre, e ovviamente la notizia la lascia nauseata.

Sull'aereo, Jarod è ammanettato nella stiva e il signor Parker, Lyle e Raines stanno assaporando il trionfo del loro piano; i tre, però, hanno una sgradita sorpresa: Miss Parker è salita a bordo, causando visibile emozione nel prigioniero ammanettato. Parker vuole sapere chi è il suo vero padre, ma non ottiene risposta. Jarod le spiega il piano del signor Parker per ingannare il Triumvirato: i tre volevano lanciarsi dall'aereo con le Pergamene e Jarod, perché il presunto potere delle profezie è l'arma che il Centro usa da anni per tenere sotto controllo il Triumvirato. Di conseguenza, se rimanessero nelle mani di Adama, il potere del Centro finirebbe. Parker e Jarod ora sanno che se Catherine avesse trovato le Pergamene anni prima, avrebbe liquidato il Centro. Adama scopre Miss Parker a bordo e lascia suo padre solo nella stiva con Jarod, così il simulatore coglie l'occasione per capire se l'uomo le abbia mai voluto bene davvero. Poi lo spinge a leggere le Pergamene, ora che ha la possibilità di farlo. Intanto in sala passeggeri, Lyle e Raines uccidono Adama e i suoi uomini e costringono i piloti a scendere a 13.000 piedi per poi inserire il pilota automatico, prima di ucciderli.

Lette le Pergamene, il signor Parker decide di tuffarsi in mare con esse per mettere fine alla "follia dei Parker" e seguire finalmente il volere di Catherine, che ha sofferto troppo per colpa delle profezie. Quando Miss Parker lo implora di dirle se è davvero suo padre, il signor Parker le spiega che la ama con un padre, ed è questo che conta. Poi la invita a non essere triste perché la nuova eredità dei Parker comincerà con lei. Detto ciò si getta dall'aereo aprendo lo sportello della stiva; il cambio di pressione fa saltare l'apparato elettronico dell'aereo, così Lyle si trova costretto a liberare Jarod per fargli eseguire un atterraggio di emergenza in mancanza del pilota automatico.
Jarod guida Lyle affinché ricolleghi dei cavi fra due pannelli per riparare il sistema elettronico; con un po' di fortuna, Jarod fa atterrare l'aereo e scappa dalla cabina di pilotaggio. Parker, Raines e Lyle escono dal velivolo poco prima che esploda e riescono a mettersi in salvo.

Tornati al Centro, Raines spiega a Parker quello che hanno fatto credere al Triumvirato, ossia che sarebbe stato Jarod a liberarsi sull'aereo, uccidere Adama e i suoi e gettarsi con le Pergamene, poi il signor Parker avrebbe dato la vita per tentare di salvarli. La donna è visibilmente innervosita dalla storia che hanno inventato, ma Lyle le fa capire che li ha aiutati a tenersi in vita. Raines ora è a capo del Centro e l'obiettivo primario è il solito: catturare Jarod. Solo che questa volta sarà una lotta fra lei e Lyle: chi lo troverà per primo avrà un futuro "a lungo termine" nella dinastia Parker. Lyle ha anche ridato il pollice a Raines in segno di lealtà e ora l'uomo si aspetta un segno anche da parte sua.

Infine, mentre Miss Parker è sola a riflettere nel suo ufficio, Jarod la chiama, curioso di sapere se lei sia a conoscenza di ciò che dicevano le Profezie. Lei gli dice che le risposte sono ormai in fondo all'oceano con il signor Parker e si chiede se il suo gesto folle sia stato per una volta un atto sincero o se si sia trattata di un'altra delle sue bugie. Jarod non lo sa, ma la invita a farsi quel regalo che lui non le ha mai fatto: la verità. Parker, per la prima volta, gli dice che spera che troverà sua madre. Jarod, infine le chiede cosa ne sarà di loro due. "Tu fuggi e io ti inseguo" è la laconica risposta di Miss Parker, così è stato deciso per loro. Jarod le fa notare che forse è questa la vera maledizione dei Parker e lei, nonostante tutto, è visibilmente commossa e rattristata dalla loro lontananza. Jarod le fa notare che, questa volta, il primo che troverà le risposte vivrà. Miss Parker afferma che se le Profezie sono vere, forse potrebbero scoprire quale sarà il loro futuro. E Jarod conclude rispondendole "Se sono vere...". Entrambi rimangono soli e pensierosi, anche se, quando la comunicazione si chiude, Miss Parker trattiene il suo telefono vicino al viso per qualche secondo. 

Altrove, su una riva sconosciuta, è stata trasportata dalle onde e aperta la valigia che contiene le Pergamene. Vengono così rivelate alcune parole delle profezie che sembrano prevedere sia l'avvento del Centro che la comparsa di Jarod:
"Il Centro crescerà"

"L'eletto sarà trovato"

"Un ragazzo di nome Jarod..."